# Емір Ахматович
Емір Ахматович (нім. Emir Ahmatović, 16 січня, 1987, Тутін, Новопазарський Санджак, Югославія) — німецький професійний боксер сербського походження, призер чемпіонату Європи серед аматорів.

## Ранні роки
Емір Ахматович народився у Югославії, а ріс з малих років у Німеччині, де і почав займатися боксом.

## Аматорська кар'єра
На чемпіонаті Європи 2013 завоював бронзову медаль.
- В 1/8 фіналу переміг Райтіса Сінкевичса (Латвія) — 2-1
- У чвертьфіналі переміг Сандро Дирнфельда (Словаччина) — 3-0
- У півфіналі програв Олексію Єгорову (Росія) — 0-3

На чемпіонаті світу 2013 переміг Марко Радон'їча (Чорногорія), а у 1/8 фіналу програв Томмі Маккарті (Ірландія).

## Професіональна кар'єра
2017 року дебютував на профірингу. Впродовж 2017-2021 років здобув десять перемог. А 4 грудня 2021 року, двічі побувавши у нокдауні у другому раунді і один раз у третьому, програв технічним нокаутом у третьому раунді Філіпу Хрговичу (Хорватія).